# Kudadhoo
Kudadhoo är en ö i Lhaviyani atoll i Maldiverna. Den ligger i den norra delen av landet, 150 km norr om huvudstaden Malé. På ön finns en turistanläggning, men ingen fastboende befolkning, varför ön officiellt räknas som obebodd. 
Klimatet i området är tempererat. Årsmedeltemperaturen i trakten är 23 °C. Den varmaste månaden är april, då medeltemperaturen är 28 °C, och den kallaste är september, med 0 °C. Genomsnittlig årsnederbörd är 2 146 millimeter. Den regnigaste månaden är november, med i genomsnitt 363 mm nederbörd, och den torraste är februari, med 52 mm nederbörd.

## Tillhörighet
Kudadu Island är en del av Faadhippolu Atoll (även Fadiffolu , Divehi ܊ܧ܋ܨ܇ܰܕܮ܅ܪ), en atoll i Maldiverna. Den ligger norr om North Male Atoll och sammanfaller med territoriet för den administrativa atollen Laviyani. Faadhippolhu Atoll, med en total yta på 701,46 km², är den tolfte största atollen i Maldiverna. Öarnas totala yta är dock bara 7,20 km² eller cirka en procent av öarnas totala yta.

## Turism
Maldiverna är unikt i det att en ö är en resort, vilket innebär att ett hotell upptar hela ön. Således erbjuder resorterna mer avskildhet och mer lyx till sina besökare. Maldiverna erbjuder bekvämligheter och tjänster, underhållning och telekommunikationstjänster, de erbjuder också många resorts, hotell, pensionat och safaris. En turistort på Maldiverna är ett hotell på en egen ö med en befolkning som helt består av turister och arbetskraft, utan lokalbefolkning eller hus. Det är precis vad ön Kudadu är. 
Kudadoo är en all-inclusive-resort för endast vuxna på Maldiverna. Detta innebär att anläggningen är anpassad för privata semestrar. Specialiteten på denna privata ö är att allt är soldrivet med solpaneler som ligger på taket. Detta ger ön självständighet. 
Maldivernas turistindustri är landets största inkomstkälla. Med sitt undervattenslandskap och klara vatten är Maldiverna en av de bästa destinationerna för fritidsdykning i världen, med över 60 lokala dykplatser på alla öar. Det är också det mest eftertraktade smekmånadsresmålet i världen.